# Kroatisch handbalteam junioren (vrouwen)
Het Kroatisch handbalteam junioren is het nationale onder-19 en onder-20 handbalteam van Kroatië. Het team vertegenwoordigt het Hrvatski rukometni savez in internationale handbalwedstrijden voor vrouwen.

## Resultaten

### Wereldkampioenschap handbal onder 20
| Wereldkampioenschap handbal onder 20 | Wereldkampioenschap handbal onder 20                  | Wereldkampioenschap handbal onder 20                  | Wereldkampioenschap handbal onder 20                  | Wereldkampioenschap handbal onder 20                  | Wereldkampioenschap handbal onder 20                  | Wereldkampioenschap handbal onder 20                  | Wereldkampioenschap handbal onder 20                  | Wereldkampioenschap handbal onder 20                  |
| Jaar                                 | Resultaat                                             | Wed                                                   | W                                                     | G                                                     | V                                                     | DV                                                    | DT                                                    | DS                                                    |
| ------------------------------------ | ----------------------------------------------------- | ----------------------------------------------------- | ----------------------------------------------------- | ----------------------------------------------------- | ----------------------------------------------------- | ----------------------------------------------------- | ----------------------------------------------------- | ----------------------------------------------------- |
| 1977                                 | Deel van Joegoslavië                                  | Deel van Joegoslavië                                  | Deel van Joegoslavië                                  | Deel van Joegoslavië                                  | Deel van Joegoslavië                                  | Deel van Joegoslavië                                  | Deel van Joegoslavië                                  | Deel van Joegoslavië                                  |
| 1979                                 | Deel van Joegoslavië                                  | Deel van Joegoslavië                                  | Deel van Joegoslavië                                  | Deel van Joegoslavië                                  | Deel van Joegoslavië                                  | Deel van Joegoslavië                                  | Deel van Joegoslavië                                  | Deel van Joegoslavië                                  |
| 1981                                 | Deel van Joegoslavië                                  | Deel van Joegoslavië                                  | Deel van Joegoslavië                                  | Deel van Joegoslavië                                  | Deel van Joegoslavië                                  | Deel van Joegoslavië                                  | Deel van Joegoslavië                                  | Deel van Joegoslavië                                  |
| 1983                                 | Deel van Joegoslavië                                  | Deel van Joegoslavië                                  | Deel van Joegoslavië                                  | Deel van Joegoslavië                                  | Deel van Joegoslavië                                  | Deel van Joegoslavië                                  | Deel van Joegoslavië                                  | Deel van Joegoslavië                                  |
| 1985                                 | Deel van Joegoslavië                                  | Deel van Joegoslavië                                  | Deel van Joegoslavië                                  | Deel van Joegoslavië                                  | Deel van Joegoslavië                                  | Deel van Joegoslavië                                  | Deel van Joegoslavië                                  | Deel van Joegoslavië                                  |
| 1987                                 | Deel van Joegoslavië                                  | Deel van Joegoslavië                                  | Deel van Joegoslavië                                  | Deel van Joegoslavië                                  | Deel van Joegoslavië                                  | Deel van Joegoslavië                                  | Deel van Joegoslavië                                  | Deel van Joegoslavië                                  |
| 1989                                 | Deel van Joegoslavië                                  | Deel van Joegoslavië                                  | Deel van Joegoslavië                                  | Deel van Joegoslavië                                  | Deel van Joegoslavië                                  | Deel van Joegoslavië                                  | Deel van Joegoslavië                                  | Deel van Joegoslavië                                  |
| 1991                                 | Deel van Joegoslavië                                  | Deel van Joegoslavië                                  | Deel van Joegoslavië                                  | Deel van Joegoslavië                                  | Deel van Joegoslavië                                  | Deel van Joegoslavië                                  | Deel van Joegoslavië                                  | Deel van Joegoslavië                                  |
| 1993                                 | Niet deelgenomen aan kwalificatie/niet gekwalificeerd | Niet deelgenomen aan kwalificatie/niet gekwalificeerd | Niet deelgenomen aan kwalificatie/niet gekwalificeerd | Niet deelgenomen aan kwalificatie/niet gekwalificeerd | Niet deelgenomen aan kwalificatie/niet gekwalificeerd | Niet deelgenomen aan kwalificatie/niet gekwalificeerd | Niet deelgenomen aan kwalificatie/niet gekwalificeerd | Niet deelgenomen aan kwalificatie/niet gekwalificeerd |
| 1995                                 | 16de                                                  | 7                                                     | 1                                                     | 1                                                     | 5                                                     | 162                                                   | 193                                                   | -31                                                   |
| 1997                                 | Niet deelgenomen aan kwalificatie                     | Niet deelgenomen aan kwalificatie                     | Niet deelgenomen aan kwalificatie                     | Niet deelgenomen aan kwalificatie                     | Niet deelgenomen aan kwalificatie                     | Niet deelgenomen aan kwalificatie                     | Niet deelgenomen aan kwalificatie                     | Niet deelgenomen aan kwalificatie                     |
| 1999                                 | Niet gekwalificeerd                                   | Niet gekwalificeerd                                   | Niet gekwalificeerd                                   | Niet gekwalificeerd                                   | Niet gekwalificeerd                                   | Niet gekwalificeerd                                   | Niet gekwalificeerd                                   | Niet gekwalificeerd                                   |
| 2001                                 | 10de                                                  | 8                                                     | 4                                                     | 0                                                     | 4                                                     | 214                                                   | 197                                                   | +17                                                   |
| 2003                                 | 4de                                                   | 9                                                     | 7                                                     | 0                                                     | 2                                                     | 301                                                   | 260                                                   | +41                                                   |
| 2005                                 | 7de                                                   | 8                                                     | 5                                                     | 0                                                     | 3                                                     | 257                                                   | 239                                                   | +18                                                   |
| 2008                                 | 6de                                                   | 8                                                     | 5                                                     | 1                                                     | 2                                                     | 251                                                   | 191                                                   | +60                                                   |
| 2010                                 | 11de                                                  | 9                                                     | 4                                                     | 1                                                     | 4                                                     | 261                                                   | 235                                                   | +26                                                   |
| 2012                                 | 10de                                                  | 8                                                     | 4                                                     | 1                                                     | 3                                                     | 214                                                   | 188                                                   | +26                                                   |
| 2014                                 | 10de                                                  | 9                                                     | 6                                                     | 0                                                     | 3                                                     | 240                                                   | 204                                                   | +36                                                   |
| 2016                                 | 8ste                                                  | 9                                                     | 5                                                     | 0                                                     | 4                                                     | 230                                                   | 224                                                   | +6                                                    |
| Totaal                               | 9/20                                                  | 75                                                    | 41                                                    | 4                                                     | 30                                                    | 2.130                                                 | 1.931                                                 | +199                                                  |

 Kampioenen   Runners-up   Derde plaats   Vierde plaats

### Europese kampioenschappen onder 19
| Europees kampioenschap handbal onder 19 | Europees kampioenschap handbal onder 19 | Europees kampioenschap handbal onder 19 | Europees kampioenschap handbal onder 19 | Europees kampioenschap handbal onder 19 | Europees kampioenschap handbal onder 19 | Europees kampioenschap handbal onder 19 | Europees kampioenschap handbal onder 19 | Europees kampioenschap handbal onder 19 |
| Jaar                                    | Resultaat                               | Wed                                     | W                                       | G                                       | V                                       | DV                                      | DT                                      | DS                                      |
| --------------------------------------- | --------------------------------------- | --------------------------------------- | --------------------------------------- | --------------------------------------- | --------------------------------------- | --------------------------------------- | --------------------------------------- | --------------------------------------- |
| 1996                                    | Niet gekwalificeerd                     | Niet gekwalificeerd                     | Niet gekwalificeerd                     | Niet gekwalificeerd                     | Niet gekwalificeerd                     | Niet gekwalificeerd                     | Niet gekwalificeerd                     | Niet gekwalificeerd                     |
| 1998                                    | 10de                                    | 6                                       | 1                                       | 0                                       | 5                                       | 121                                     | 152                                     | -31                                     |
| 2000                                    | 3de                                     | 7                                       | 4                                       | 0                                       | 3                                       | 182                                     | 189                                     | -7                                      |
| 2002                                    | Niet gekwalificeerd                     | Niet gekwalificeerd                     | Niet gekwalificeerd                     | Niet gekwalificeerd                     | Niet gekwalificeerd                     | Niet gekwalificeerd                     | Niet gekwalificeerd                     | Niet gekwalificeerd                     |
| 2004                                    | 4de                                     | 7                                       | 5                                       | 0                                       | 2                                       | 236                                     | 217                                     | +19                                     |
| 2007                                    | Niet gekwalificeerd                     | Niet gekwalificeerd                     | Niet gekwalificeerd                     | Niet gekwalificeerd                     | Niet gekwalificeerd                     | Niet gekwalificeerd                     | Niet gekwalificeerd                     | Niet gekwalificeerd                     |
| 2009                                    | Niet gekwalificeerd                     | Niet gekwalificeerd                     | Niet gekwalificeerd                     | Niet gekwalificeerd                     | Niet gekwalificeerd                     | Niet gekwalificeerd                     | Niet gekwalificeerd                     | Niet gekwalificeerd                     |
| 2011                                    | 7de                                     | 7                                       | 2                                       | 1                                       | 4                                       | 178                                     | 196                                     | -18                                     |
| 2013                                    | 13de                                    | 7                                       | 3                                       | 0                                       | 4                                       | 159                                     | 167                                     | -8                                      |
| 2015                                    | 12de                                    |                                         |                                         |                                         |                                         |                                         |                                         |                                         |
| 2017                                    | 13de                                    |                                         |                                         |                                         |                                         |                                         |                                         |                                         |
| 2019                                    | 10de                                    |                                         |                                         |                                         |                                         |                                         |                                         |                                         |
| 2021                                    | 7de                                     |                                         |                                         |                                         |                                         |                                         |                                         |                                         |
| Totaal                                  | 9/13                                    |                                         |                                         |                                         |                                         |                                         |                                         |                                         |

 Kampioenen   Runners-up   Derde plaats   Vierde plaats